# Unleashed Memories
Unleashed Memories — второй альбом итальянской готик-метал-группы Lacuna Coil, выпущенный 20 марта 2001 года лейблом Century Media.
В специальное издание альбома включён EP Halflife, в котором есть изначальная версия «Senzafine».
Энди Хайндс из AllMusic пишет, что альбом успешно сочетает в себе металлическую основу с атмосферой готики.

## Список композиций
| №   | Название                | Текст песни           | Музыка                                        | Длительность |
| --- | ----------------------- | --------------------- | --------------------------------------------- | ------------ |
| 1.  | «Heir of a Dying Day»   | Кристина Скаббия      | Марко Коти Зелати                             | 4:59         |
| 2.  | «To Live Is to Hide»    | Андреа Ферро, Скаббия | Коти Зелати                                   | 4:34         |
| 3.  | «Purify»                | Скаббия               | Марко Бьяцци, Кристиано Миглиоре, Коти Зелати | 4:36         |
| 4.  | «Senzafine»             | Ферро, Скаббия        | Коти Зелати                                   | 3:53         |
| 5.  | «When a Dead Man Walks» | Скаббия               | Коти Зелати                                   | 5:54         |
| 6.  | «1.19»                  | Скаббия               | Коти Зелати                                   | 4:58         |
| 7.  | «Cold Heritage»         | Скаббия               | Коти Зелати                                   | 5:23         |
| 8.  | «Distant Sun»           | Скаббия               | Коти Зелати                                   | 5:29         |
| 9.  | «A Current Obsession»   | Скаббия               | Коти Зелати                                   | 5:20         |
| 10. | «Wave of Anguish»       | Ферро                 | Миглиоре, Коти Зелати                         | 4:40         |

| №   | Название       | Текст песни | Музыка                | Длительность |
| --- | -------------- | ----------- | --------------------- | ------------ |
| 11. | «Lost Lullaby» | Скаббия     | Миглиоре, Коти Зелати | 5:03         |

## Участники записи
- Андреа Ферро[англ.] — вокал
- Кристина Скаббия — вокал
- Марко «Maus» Бьяцци — соло-гитара
- Кристиано «Pizza» Миглиоре — ритм-гитара
- Марко Коти Зелати — бас-гитара, клавишные
- Cristiano «CriZ» Mozzati — ударные, перкуссия